# 대한민국 민법 제308조
대한민국 민법 제308조는 전전세 등의 경우의 책임에 대한 민법 물권법 전세권 조문이다.

## 조문
제308조(전전세 등의 경우의 책임) 전세권의 목적물을 전전세 또는 임대한 경우에는 전세권자는 전전세 또는 임대하지 아니하였으면 면할 수 있는 불가항력으로 인한 손해에 대하여 그 책임을 부담한다.

第308條(轉傳貰 等의 境遇의 責任) 傳貰權의 目的物을 轉傳貰 또는 賃貸한 境遇에는 傳貰權者는 轉傳貰 또는 賃貸하지 아니하였으면 免할 수 있는 不可抗力으로 因한 損害에 對하여 그 責任을 負擔한다.

## 참고 문헌
- 오현수, 일본민법, 진원사, 2014. ISBN 978-89-6346-345-2
- 오세경, 대법전, 법전출판사 , 2014 ISBN 978-89-262-1027-7
- 이준현 , LOGOS 민법 조문판례집, 미래가치, 2015. ISBN 979-1-155-02086-9

## 같이 보기
- 전세권